# Эхидо, Хосе Анхель
Хосе́ А́нхель Эхи́до (исп. José Ángel Egido; род. 1953, Редондела) — испанский актёр. Лауреат премии «Гойя» 2002 года.

## Биография
Семья Хосе Анхеля Эхидо переехала в Виго вскоре после его рождения, где Хосе Анхель прожил до середины 70-х годов. Прожив некоторое время в Италии, Хосе Анхель Эхидо обосновался в Мадриде, где приступил к обучению актёрскому мастерству. Впоследствии продолжил обучение в Чинечитте в Риме в начале 80-х годов. В Италии Эхидо дебютировал в кино в 1983 году, снявшись в короткометражной ленте Доминика де Фацио «Прибытие» (итал. Un arrivo).
Популярность пришла к актёру в 1995 году с ролью в сериале «Семейный врач». В кино Эхидо стал известным благодаря своей роли Лино в фильме «Понедельники на солнце», за которую актёр был удостоен в 2002 году премии «Гойя» в номинации «Лучший мужской актёрский дебют» и стал в дальнейшем весьма востребованным актёром испанского кино. Вторая номинация Эхидо на премию «Гойя» за роль второго плана последовала за роль в фильме Хосе Луиса Куэрды «Слепые подсолнухи» 2008 года.
На телевидении Эхидо работал в нескольких телевизионных сериалах, в том числе, в «Обратном отсчёте».

## Фильмография
- Прибытие / Un arrivo (1983)
- Occhei, occhei (1983)
- El clarinete (1985)
- Патефон / Juke box (1985)
- La fuente de la edad (1991)
- El joven Picasso (1993)
- Розовая роза / Rosa rosae (1993)
- Lucrecia (1996)
- El amor perjudica seriamente la salud (1996)
- Боковые дороги / Carreteras secundarias (1997)
- Когда ты будешь рядом / Cuando vuelvas a mi lado (1999)
- Salvaje (2002)
- Понедельники на солнце / Los lunes al sol (2002) — Лино
- Чилаут / Descongélate! (2003)
- Sin hogar (2003)
- En ninguna parte (2004)
- El soñador (2004)
- Incautos (2004)
- El último peldaño (2004)
- Occhi di cristallo (2004)
- Часы света / Horas de luz (2004)
- Эльза и Фред / Elsa y Fred (2005)
- La noche del hermano (2005)
- Отель «Тиволи» / Hotel Tívoli (2006)
- Libra (2006)
- Глупый возраст / La edad de la peseta (2006)
- GAL (2006)
- Diente por ojo (2007)
- Cobardes (2008)
- Слепые подсолнухи / Los girasoles ciegos (2008)
- Pablo (2009)
- Parenthesis (2009)
- Mar libre (2010)
- El mal ajeno (2010)
- Бумажные птицы / Pájaros de papel (2010)
- Легенда о Красном Орле / Águila Roja: la Película (2011)
- A puerta fría (2012)
- В ожидании Дали (2023)